# Gruppo Fassina Calcio a Cinque
L'Associazione Sportiva Dilettantistica Gruppo Fassina Calcio a 5 è stata una squadra italiana di calcio a 5 con sede a Mareno di Piave, che rappresentava anche la vicina Conegliano.

## Storia
Il Gruppo Fassina Calcio a Cinque nasce nell'agosto del 2006 dall'unione del Conegliano, che già nel 2003 aveva assunto la denominazione "Gruppo Fassina Calcio a 5" per ragioni di sponsorizzazione, e del Mareno da cui ereditò le strutture e la sede sociale.
Il Football Five Conegliano, fondato nel 1997 e già sponsorizzato dal concessionario "Gruppo Fassina", prima della fusione poteva vantare tre campionati consecutivi nella massima categoria regionale, comprensivi di una vittoria (serie C1 2005-06) che diede il diritto al neonato Gruppo Fassina di iscriversi al campionato nazionale di serie B nel 2006-07. Il Mareno Calcio a 5 del presidente Angelo Tonon prima della fusione era reduce da due promozioni consecutive (dalla serie D alla serie C1) e una stagione passata a contendere proprio al Conegliano il primo posto e la conseguente promozione in serie B. Il primo anno in serie B la matricola guidata da Giuseppe Mungo disputa un campionato da protagonista: conclusa la stagione regolare al terzo posto dietro la corazzata Kaos Futsal e all'Atlante Grosseto, nei play-off i gialloblu eliminano il Brianza prima di capitolare in semifinale, e solo dopo i supplementari, contro l'A.T.S. Città di Quartu militante in serie A2.
La promozione alla categoria superiore è solo rimandata alla stagione successiva quando vince un vero e proprio girone di ferro in cui figuravano squadre blasonate quali Petrarca, Prato, Verona nonché agguerrite realtà emergenti come Thiene e Villorba. La prima stagione in serie A2 (2008-09) rappresenta ad oggi il vertice raggiunto dalla società: giunta quarta in campionato, vince i play-off del girone A, arrivando a contendere la categoria all'Augusta, proveniente dai play-out di serie A. Arrivati al doppio spareggio senza più energia, anche per colpa di una sciagurata scelta societaria che portò a giocare un torneo in Russia alla vigilia della partita decisiva, i marenesi sono sconfitti in entrambe le gare dai siciliani, rimanendo così in serie A2. Il 3 luglio 2015 un comunicato congiunto del presidente Angelo Tonon e del dg Mauro Da Re ufficializza la rinuncia alla prima squadra maschile per sostenere la Luparense: Gruppo Fassina SpA sarà il main sponsor dei patavini nella stagione 2015-16, mentre la squadra femminile e quelle del settore giovanile continuano a disputare i rispettivi campionati. La stagione seguente la dirigenza annuncia lo scioglimento della società, dismettendo anche il settore giovanile e la squadra femminile.

## Cronistoria
| Cronistoria del Gruppo Fassina C5 |
| --- |
| - 2006 · Dalla fusione tra Conegliano Football Five e Mareno C5 nasce il Gruppo Fassina C5. - 2006-07 · 3ª nel girone B di Serie B. Semifinalista play-off promozione. 1ª fase di Coppa Italia di Serie B. - 2007-08 · 1ª nel girone B di Serie B. Promossa in Serie A2. Semifinalista di Coppa Italia di Serie B. - 2008-09 · 4ª nel girone A di Serie A2. Sconfitta nello spareggio promozione-salvezza. - 2009-10 · 5ª nel girone A di Serie A2. Quarti di finale play-off promozione. Vince la Coppa Italia di Serie A2 (1º titolo). - 2010-11 · 4ª nel girone A di Serie A2. Quarti di finale play-off promozione. - 2011-12 · 9ª nel girone A di Serie A2. - 2012-13 · 7ª nel girone A di Serie A2. - 2013-14 · 9ª nel girone A di Serie A2. - 2014-15 · 11ª nel girone A di Serie A2. Vince i play-out. - 2015 · La sezione maschile viene incorporata dalla Luparense. - 2015-16 · Attiva nel settore giovanile/scolastico e nel calcio a 5 femminile. - 2016 · Scioglimento della società. |

## Statistiche e record

### Partecipazioni ai campionati nazionali
| Livello | Categoria | Partecipazioni | Debutto   | Ultima stagione |
| ------- | --------- | -------------- | --------- | --------------- |
| 2º      | Serie A2  | 7              | 2008-2009 | 2014-2015       |
| 3º      | Serie B   | 2              | 2006-2007 | 2007-2008       |

## Organigramma
- Presidente: Angelo Tonon
- Vicepresidente: Sergio Capra
- Direttore Generale: Mauro Da Re
- Segretario: Antonello Dalla Cia
- Consigliere: Michele Franceschin
- Consigliere: Giovanni Zanette
- Medico Sociale: Luca Di Gaetano
- Addetto Stampa: Alessandro Gigante

## Rosa 2012-2013
| N° | Naz.               | Ruolo | Sportivo               | Anno       |  |  |
| -- | ------------------ | ----- | ---------------------- | ---------- |  |  |
| 1  | Brasile (bandiera) | POR   | Diego Mesa Decrescenzo | 04.10.1990 |  |  |
| 4  | Italia (bandiera)  | PIV   | Christian Andreon      | 18.05.1992 |  |  |
| 5  | Brasile (bandiera) | DIF   | Matheus Bellaver       | 22.03.1991 |  |  |
| 6  | Croazia (bandiera) | LAT   | Almir Imamović         | 27.01.1994 |  |  |
| 8  | Italia (bandiera)  | LAT   | Andrea Bottega         | 27.11.1991 |  |  |
| 9  | Brasile (bandiera) | PIV   | Valdemir Beregula      | 17.05.1985 |  |  |
| 10 | Brasile (bandiera) | LAT   | Michel Sviercoski      | 30.07.1987 |  |  |
| 12 | Italia (bandiera)  | POR   | Sandro Antoniol        | 06.11.1989 |  |  |
| 14 | Brasile (bandiera) | LAT   | Felipe Tonidandel      | 21.05.1990 |  |  |
| 15 | Brasile (bandiera) | LAT   | Vinícius Orsi          | 07.02.1989 |  |  |
| 16 | Italia (bandiera)  | LAT   | Andrea Cattelan        | 14.05.1992 |  |  |

### Staff tecnico
- Dir. Responsabile prima squadra: Marco Ronzani
- Allenatore prima squadra: Alessandro De Martin
- Allenatore in 2ª: Emiliano Marin
- Preparatore atletico: Carlo Toso
- Preparatore portieri: Riccardo Zanatta
- Addetto arbitri: Claudio Baldassar

## Palmarès
- Campionato di Serie B: 1
  - 2007-08
- Coppa Italia di Serie A2: 1
  - 2009-10